# Christian Colón
Christian Anthony Colón (né le 14 mai 1989 à Cayey, Porto Rico) est un ancien joueur d'arrêt-court et de deuxième but des Royals de Kansas City de la Ligue majeure de baseball.
Il fait partie de l'équipe des Royals championne de la Série mondiale 2015.

## Carrière
Étudiant dans une école secondaire de Santa Clarita en Californie, Christian Colón est repêché au 10e tour de sélection par les Padres de San Diego en 2007 mais il rejoint plutôt les Titans de l'Université d'État de Californie à Fullerton. En 2010, il est après Bryce Harper (Washington), Jameson Taillon (Pittsburgh) et Manny Machado (Baltimore) le 4e athlète sélectionné au total par un club du baseball majeur au repêchage annuel des joueurs amateurs, et il est le choix de premier tour des Royals de Kansas City.
Colón fait ses débuts dans le baseball majeur avec Kansas City le 1er juillet 2014. Après avoir maintenu une moyenne au bâton de ,333 en 21 matchs des Royals en 2014, il ajoute un coup sûr et vole un but dans les séries éliminatoires qui suivent à l'automne.
De passage à Kansas City pour 43 matchs en 2015, Colón maintient une très bonne moyenne au bâton de ,290. Après le dernier match de saison régulière le 4 octobre, il ne joue plus jusqu'au 1er novembre suivant, jour du dernier match de la Série mondiale 2015 où les Royals remportent le titre sur les Mets de New York. Entré comme frappeur suppléant en début de 12e manche avec le match égal 2 à 2, Colón frappe contre Addison Reed un simple qui fait marquer son coéquipier Jarrod Dyson pour porter la marque à 3-2. Les Royals ne perdront plus cette avance et poursuivront cette lancée offensive pour porter le coup de grâce aux Mets, battus 7-2.